# Хижозеро (озеро, Сегежский район)
Хи́жозеро — озеро в Сегежском районе Республики Карелия, недалеко от границы с Архангельской областью.
Площадь водоёма составляет 11,4 км², водосборная площадь — 262 км². Высота над уровнем моря — 142,8 м. Через озеро протекает река Сума.
В южную оконечность озера впадает безымянный ручей, вытекающий из Ладозера.
На озере имеются острова, крупнейшие из них — Сумостров, Салостров и Керостров.